# Houweel

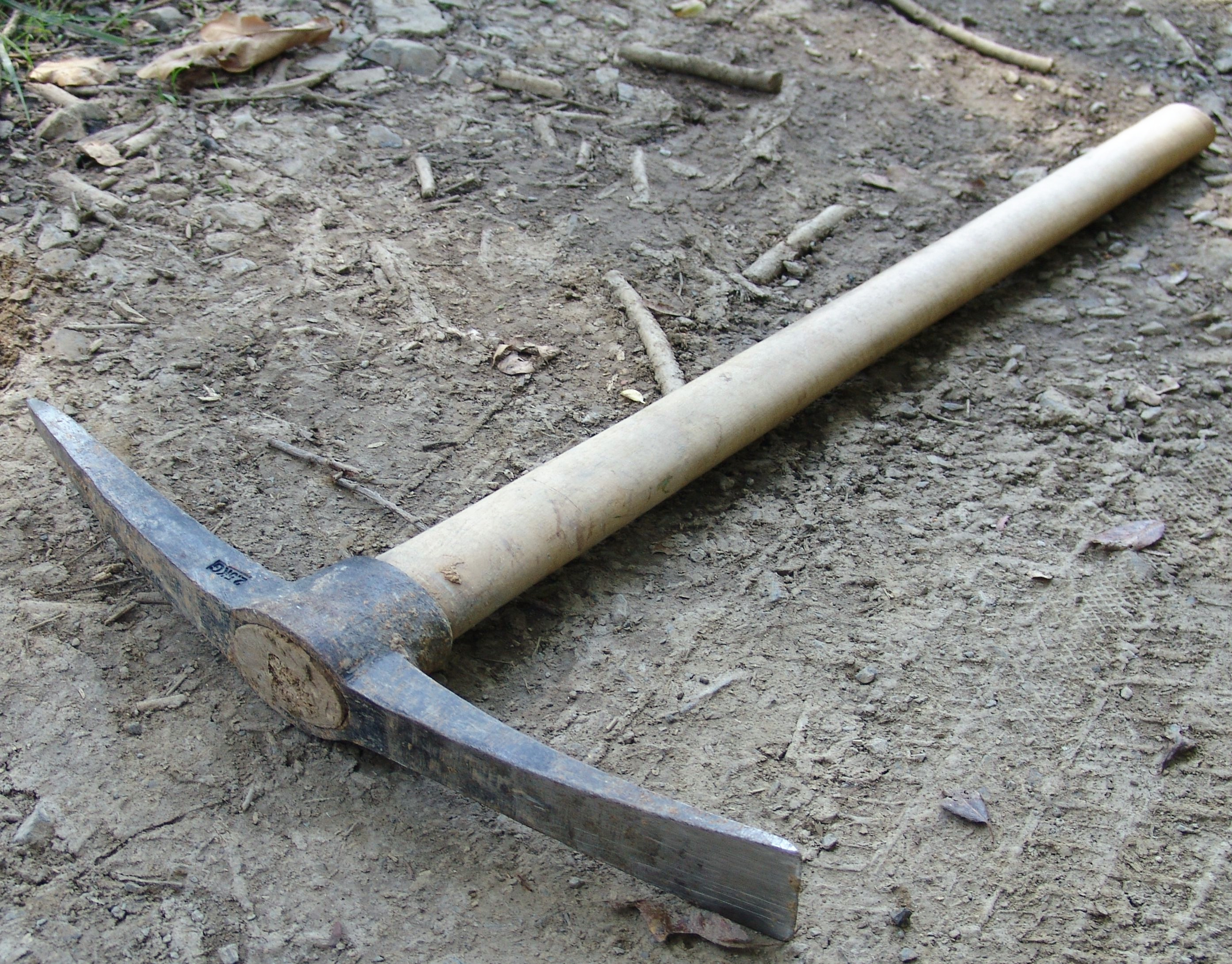
Houweel

Een (pik)houweel of pik is een handwerktuig dat bestaat uit een (meestal) kort houten handvat met daaraan een ijzeren/metalen blad, dat aan de ene kant bestaat uit een scherpe punt en aan de andere kant uit een plat, breder uiteinde dat veel weg heeft van een kleine spade.

## Gebruik
Het werd in eerste instantie ontwikkeld om in de mijnen te werken, maar het idee is ontstaan uit de landbouw. Het wordt sinds de agrarische revolutie gebruikt om het land te bewerken. Daarvóór werd het gebruikt om dieren te doden en te ontleden. Ook werd het gebruikt als wapen tijdens oorlogstijden.
Een houweel is ook een gebruiksmiddel dat onmisbaar is om grote ijsvlaktes over te steken of om bergen te beklimmen. Voor dat doel bestaat een speciale houweel: de pickel.